# 馬克·哥薩斯
馬克·哥薩斯·盧克（西班牙語：Marc Crosas Luque，1988年1月9日—），簡稱馬克·哥薩斯出生在西班牙加泰隆尼亞的赫羅納省的聖費利迪烏索斯，是一名西班牙足球運動員，司職中場，現由墨甲球會桑托斯拉古納俱樂部外借至瓜達拉哈拉大學。

## 生平

### 球會
巴塞羅那
2006年，哥薩斯與巴塞羅那簽訂了五年合約，並在2006/07球季的西班牙國王盃第二回合對巴達隆拿的賽事中在76分鐘後備入替安德烈斯·恩尼斯達而首次亮相。
12月，哥薩斯入選了巴塞羅那在日本舉行的2006年世界冠軍球會盃的大軍名單中，球會最終奪得亞軍。2007年12月12日，哥薩斯在魯營球場對史特加的賽事中首次歐聯亮相。
2006/07球季，哥薩斯在加泰隆尼亞杯對愛斯賓奴的決賽中上陣，最終雙方法定時間打成1-1平手，巴塞羅那在互射十二碼階段以5-4擊敗對手奪冠。
里昂
2008年1月11日，巴塞羅那與里昂達成協議，將哥薩斯外借至這隊法甲球會。然而，哥薩斯並沒有放棄為巴塞羅那效力的希望，他說道：「我離開是為了回來，這是我的目標。」哥薩斯與P祖連奴為了進一步發展而緊密地訓練。
2008年1月20日，哥薩斯取代了腳趾脫臼的P祖連奴在對朗斯的賽事中上陣而首次亮相。不幸的是，哥薩斯的處子戰中，里昂以0-3敗陣。
當哥薩斯的借用期快將完結時，里昂的主席在雜誌訪間中說道：「哥薩斯留下來是有可能的，他在半季裡的表現很好而且人們都很愛戴他。我們很滿意他的表演，當我們對新教練人選已經作出決定後，如果他能繼續為我們效力的話，我們會看到他。」
些路迪
2008年8月，哥薩斯以41萬5千英鎊及取決於上陣次數而最高到160萬英鎊的條件加盟些路迪並簽下了四年合約。巴塞羅那保留了以165萬英鎊買回哥薩斯的條款，直至2009/10球季完結為止。8月23日，哥薩斯在些路迪公園球場對福爾柯克的賽事中後備入替史葛·布朗而首次一隊亮相。9月13日，哥薩斯在菲爾公園球場對馬瑟韋爾的賽事中首次正選上陣。10月4日，哥薩斯在對咸美頓的賽事中打滿全場，賽後他更獲選這次賽事的最佳球員。哥薩斯在蘇格蘭聯賽盃對登地聯的半準決賽的點球大戰中取得入球。
2009年2月28日，哥薩斯在對聖美倫的賽事中以一記30碼外的強力弧線球攻入其加盟以來的首球，協助球隊以7-0擊敗對手。其後，哥薩斯的入球獲選為些路迪季度金球。2008/09球季，哥薩斯效力的首個球季中，他獲選為些路迪年度青年球員。
诺夫哥罗德伏尔加
2010/11年球季哥薩斯在些路迪領隊尼尔·列农（Neil Lennon）麾下只獲派上陣3次，於2011年2月18日轉投俄超新升班球會诺夫哥罗德伏尔加，簽約直至2014年12月。

### 國際賽
2004年至2005年間，哥薩斯合共代表西班牙U17上陣了8次。2007年，他被選入西班牙U19，但因傷退出。
哥薩斯亦代表加泰隆尼亞地區的加泰隆尼亞隊上陣，該隊並不屬於FIFA或歐洲足協，不過卻與其他國家進行友誼賽。
哥薩斯在對加泰隆尼亞的最大競爭對手來自巴斯克自治區的巴斯克隊的賽事中在73分鐘後備入替沙治奧·加西亞，最終兩隊以1-1打成平手。哥薩斯在對哥倫比亞的賽事中第二次上陣。

## 榮譽
巴塞B隊
- 西班牙第四級丙級聯賽：2008
- 加泰隆尼亞杯：2007

里昂
- 法甲：2008
- 法國盃：2008

些路迪
- 蘇格蘭聯賽杯：2008/09

## 個人
哥薩斯出生在並多在聖費利迪烏索斯居住，除了在2008年外借至里昂時。哥薩斯的最好朋友是巴塞羅那的前隊友保贊·卻基治。哥薩斯的球鞋由Adidas贊助。哥薩斯是巴塞羅那門將艾拔·佐基拉的表弟。

## 外部連結
- （西班牙文）哥薩斯部落格
- Marc Crosas career stats at Soccerbase